# Línguas micronésias
A família das Línguas Micronésias é um ramos das línguas oceânicas, consistindo em vinte línguas, sendo dezenove Micronésias Próprias mais a língua nauruana. Sua característica mais marcante é a ausência de consoantes labiais planas; em seu lugar existem dua séries as palatais e as lábio-velares.

## Componentes
Conforme Jackson 1983, 1986, as línguas do grupo são:
- Nauruano
- Micronésia Nuclear
  - Kosreano
  - Micronésia Central
    - Gilbertês
    - Micronésia Ocidental 
      - Marshalesa
      - Línguas Chuquês-Trúquicas–Ponapeicas

Conforme análise feita em 2008 no  Austronesian Basic Vocabulary Database, as línguas micronésias se agrupam conforme segue:
- Nauruana
- Micronésia própria
  - Gilbertês (i-Kiribati)
  - Micronésia Nuclear
    - Kosreano
    - Ponapeicas
    - Marshalesa
    - Línguas trúquicas

A análise implica 75% de probabilidade para a língua kosreana ser um ramo primário das micronésias nucleares. O nauruano não foi incluída na “database”, mas é pela maioria dos especialistas como mais divergente das línguas micronésias. Também se demonstrou que as Micronésias formam uma unidade com as línguas fiji-polinésias num nível de confiabilidade de 70%.